# Maria Magdalena av Österrike (1589–1631)

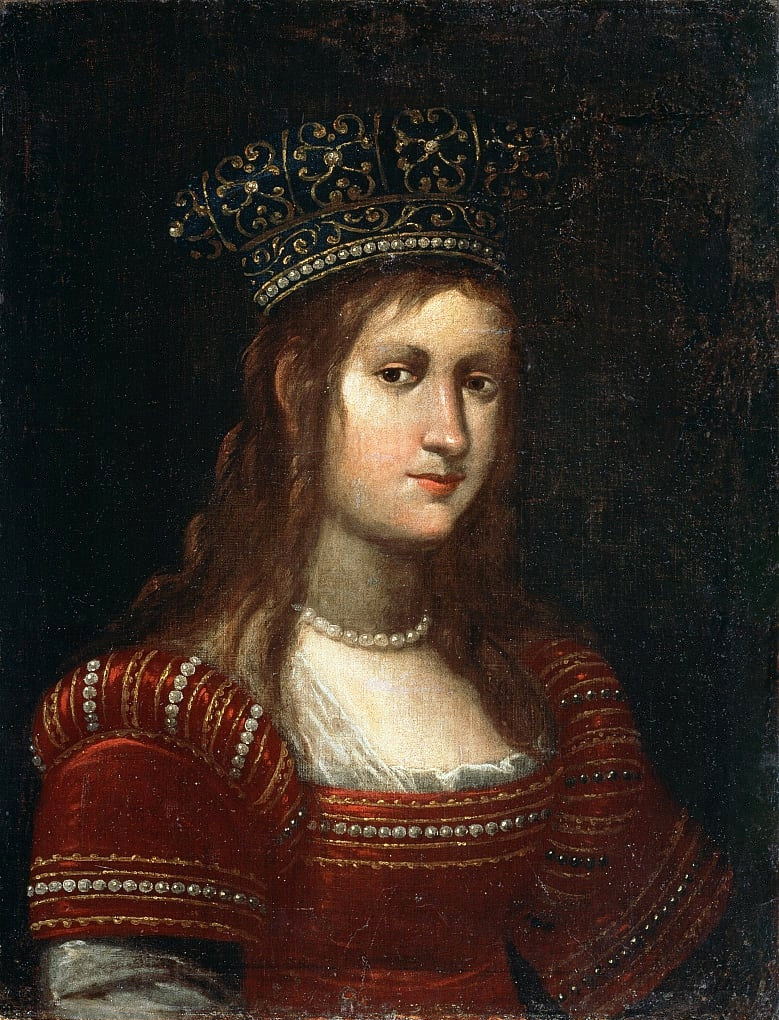
Maria Magdalena av Inre Österrike

Maria Magdalena av Österrike, född 7 oktober 1589 i Graz, död 1 november 1631 i Passau, var storhertiginna av Toscana; gift 1608 med storhertig Cosimo II av Toscana. Dotter till ärkehertig Karl II av Inre Österrike och Maria Anna av Bayern . Hon var regent för sin son under hans omyndighet gemensamt med sin svärmor från 1621 till 1627.
Äktenskapet arrangerades som en pakt med Spanien, där hennes syster då var drottning, och beskrivs som harmoniskt.
Efter makens död 1621 blev hon förmyndare och därmed regent för sin son gemensamt med sin före detta svärmor fram till sonens myndighetsdag. Deras samarbete var gott då deras temperament stämde med varandras och deras samregering kallades Turtici. De alienerade Toscana med Påvestaten, fördubblade prästerskapet och tillät processen mot Galileo Galilei. De överlät hertigdömet Urbino till påven och förbjöd 1626 toskanska medborgare att studera utomlands. Toscana anses ha förfallit under deras regering.
Då hennes son 1627 blev myndig sände de honom på en årslång resa runt Europa innan de lämnade ifrån sig styrelsen. Hon avled efter ett besök hos sin bror i Österrike.